# Tom Beckhäuser
Tom Beckhäuser (ur. 22 stycznia 1999 w Pradze) – czeski kierowca wyścigowy.

## Życiorys
Jego matka jest Czeszką, a ojciec Niemcem. W 2017 roku ukończył International School of Prague. Wówczas to zadebiutował w trzech edycjach Formuły 4: niemieckiej, włoskiej i emirackiej, zajmując trzecie miejsce w klasyfikacji ostatniej spośród tych serii. W 2018 roku kontynuował rywalizację w Niemczech, zadebiutował także w Azjatyckiej Formule 3. Zdobył także mistrzostwo Formuły 4 Europy Środkowej. W 2019 roku zdobył mistrzostwo Formuły 3 w Czechach i Europie Środkowej, był także trzeci w Austrii.

## Wyniki
| Legenda oznaczeń w tabelach wyników Wyświetl szablon na nowej stronie | Legenda oznaczeń w tabelach wyników Wyświetl szablon na nowej stronie                                                                     |
| Oznaczenie                                                            | Wyjaśnienie |
| --------------------------------------------------------------------- | --- |
| Złoty                                                                 | Zwycięzca lub mistrzostwo |
| Srebrny                                                               | 2. miejsce lub wicemistrzostwo |
| Brązowy                                                               | 3. miejsce lub II wicemistrzostwo |
| Zielony                                                               | Ukończył, punktował (w klasyfikacji generalnej, gdy zdobył co najmniej jeden punkt na przestrzeni sezonu, poza trzema powyższymi opcjami) |
| Niebieski                                                             | Ukończył, nie punktował (w klasyfikacji generalnej, gdy nie zdobył co najmniej jednego punktu na przestrzeni sezonu)                      |
| Czerwony                                                              | Nie zakwalifikował się (NZ) |
| Czerwony                                                              | Nie prekwalifikował się (NPK) |
| Różowy                                                                | Nie ukończył (NU) |
| Różowy                                                                | Niesklasyfikowany (NS) (w klasyfikacji generalnej, gdy nie został sklasyfikowany w żadnym wyścigu sezonu)                                 |
| Czarny                                                                | Zdyskwalifikowany (DK) |
| Czarny                                                                | Wykluczony (WYK/EX) |
| Biały                                                                 | Nie wystartował (NW) |
| Biały                                                                 | Kontuzjowany (K/INJ) |
| Biały                                                                 | Wyścig odwołany (OD/C) |
| Bez koloru                                                            | Został wycofany (WYC/WD) |
| Bez koloru                                                            | Nie przybył (NP/DNA) |
| Bez koloru                                                            | Nie brał udziału w treningach (NT/DNP) |
| Bez koloru                                                            | Nie został zgłoszony (–) |
| Pogrubienie                                                           | Start z pole position |
| Kursywa                                                               | Najszybsze okrążenie wyścigu |
| †                                                                     | Nie ukończył, ale jego rezultat został zaliczony ze względu na przejechanie więcej niż 90% dystansu wyścigu.                              |
| *                                                                     | Sezon w trakcie |
| 1/2/3                                                                 | Punktowana pozycja w sprincie kwalifikacyjnym                                                                                             |
| Lista systemów punktacji Formuły 1                                    | |

### Azjatycka Formuła 3
| Rok  | Zespół           | Samochód        | Silnik     | Wyniki w poszczególnych eliminacjach | Wyniki w poszczególnych eliminacjach | Wyniki w poszczególnych eliminacjach | Wyniki w poszczególnych eliminacjach | Wyniki w poszczególnych eliminacjach | Wyniki w poszczególnych eliminacjach | Wyniki w poszczególnych eliminacjach | Wyniki w poszczególnych eliminacjach | Wyniki w poszczególnych eliminacjach | Wyniki w poszczególnych eliminacjach | Wyniki w poszczególnych eliminacjach | Wyniki w poszczególnych eliminacjach | Wyniki w poszczególnych eliminacjach | Wyniki w poszczególnych eliminacjach | Wyniki w poszczególnych eliminacjach | Pkt. | Msc. |
| ---- | ---------------- | --------------- | ---------- | ------------------------------------ | ------------------------------------ | ------------------------------------ | ------------------------------------ | ------------------------------------ | ------------------------------------ | ------------------------------------ | ------------------------------------ | ------------------------------------ | ------------------------------------ | ------------------------------------ | ------------------------------------ | ------------------------------------ | ------------------------------------ | ------------------------------------ | ---- | ---- |
| 2018 |                  |                 |            | Malezja                              | Malezja                              | Malezja                              |                                      |                                      |                                      |                                      |                                      |                                      |                                      |                                      |                                      | Malezja                              | Malezja                              | Malezja                              | 1    | 22   |
| 2018 | BlackArts Racing | Tatuus F3 T-318 | Alfa Romeo | -                                    | -                                    | -                                    | -                                    | -                                    | -                                    | -                                    | -                                    | -                                    | -                                    | -                                    | -                                    | 15                                   | 10                                   | 14                                   | 1    | 22   |
| 2019 |                  |                 |            | Malezja                              | Malezja                              | Malezja                              | Tajlandia                            | Tajlandia                            | Tajlandia                            | Japonia                              | Japonia                              | Japonia                              |                                      |                                      |                                      |                                      |                                      |                                      | 12   | 17   |
| 2019 | BlackArts Racing | Tatuus F3 T-318 | Alfa Romeo | NU                                   | 10                                   | 10                                   | 11                                   | 7                                    | 8                                    | -                                    | -                                    | -                                    | -                                    | -                                    | -                                    | -                                    | -                                    | -                                    | 12   | 17   |

### Austriacka Formuła 3
| Rok  | Zespół            | Samochód     | Silnik | Wyniki w poszczególnych eliminacjach | Wyniki w poszczególnych eliminacjach | Wyniki w poszczególnych eliminacjach | Wyniki w poszczególnych eliminacjach | Wyniki w poszczególnych eliminacjach | Wyniki w poszczególnych eliminacjach | Wyniki w poszczególnych eliminacjach | Wyniki w poszczególnych eliminacjach | Wyniki w poszczególnych eliminacjach | Wyniki w poszczególnych eliminacjach | Wyniki w poszczególnych eliminacjach | Wyniki w poszczególnych eliminacjach | Wyniki w poszczególnych eliminacjach | Wyniki w poszczególnych eliminacjach | Wyniki w poszczególnych eliminacjach | Pkt. | Msc. |
| ---- | ----------------- | ------------ | ------ | ------------------------------------ | ------------------------------------ | ------------------------------------ | ------------------------------------ | ------------------------------------ | ------------------------------------ | ------------------------------------ | ------------------------------------ | ------------------------------------ | ------------------------------------ | ------------------------------------ | ------------------------------------ | ------------------------------------ | ------------------------------------ | ------------------------------------ | ---- | ---- |
| 2019 |                   |              |        | Włochy                               | Włochy                               | Austria                              | Austria                              | Włochy                               | Włochy                               | Czechy                               | Czechy                               | Włochy                               | Włochy                               | Czechy                               | Czechy                               | Węgry                                | Węgry                                | Węgry                                | 191  | 3    |
| 2019 | Franz Wöss Racing | Dallara F308 | Opel   | -                                    | -                                    | NU                                   | 1                                    | 11                                   | 3                                    | 2                                    | 8                                    | 4                                    | 4                                    | 1                                    | 2                                    | 1                                    | 1                                    | 4                                    | 191  | 3    |

### Czeska Formuła 3
| Rok  | Zespół            | Samochód     | Silnik | Wyniki w poszczególnych eliminacjach | Wyniki w poszczególnych eliminacjach | Wyniki w poszczególnych eliminacjach | Wyniki w poszczególnych eliminacjach | Wyniki w poszczególnych eliminacjach | Wyniki w poszczególnych eliminacjach | Wyniki w poszczególnych eliminacjach | Wyniki w poszczególnych eliminacjach | Pkt. | Msc. |
| ---- | ----------------- | ------------ | ------ | ------------------------------------ | ------------------------------------ | ------------------------------------ | ------------------------------------ | ------------------------------------ | ------------------------------------ | ------------------------------------ | ------------------------------------ | ---- | ---- |
| 2019 |                   |              |        | Węgry                                | Węgry                                | Austria                              | Austria                              | Słowacja                             | Słowacja                             | Czechy                               | Czechy                               | 144  | 1    |
| 2019 | Franz Wöss Racing | Dallara F308 | Opel   | 1                                    | 2                                    | NU                                   | 2                                    | 2                                    | 3                                    | 1                                    | 1                                    | 144  | 1    |

### Niemiecka Formuła 4
| Rok  | Zespół                       | Samochód       | Silnik | Wyniki w poszczególnych eliminacjach | Wyniki w poszczególnych eliminacjach | Wyniki w poszczególnych eliminacjach | Wyniki w poszczególnych eliminacjach | Wyniki w poszczególnych eliminacjach | Wyniki w poszczególnych eliminacjach | Wyniki w poszczególnych eliminacjach | Wyniki w poszczególnych eliminacjach | Wyniki w poszczególnych eliminacjach | Wyniki w poszczególnych eliminacjach | Wyniki w poszczególnych eliminacjach | Wyniki w poszczególnych eliminacjach | Wyniki w poszczególnych eliminacjach | Wyniki w poszczególnych eliminacjach | Wyniki w poszczególnych eliminacjach | Wyniki w poszczególnych eliminacjach | Wyniki w poszczególnych eliminacjach | Wyniki w poszczególnych eliminacjach | Wyniki w poszczególnych eliminacjach | Wyniki w poszczególnych eliminacjach | Wyniki w poszczególnych eliminacjach | Pkt. | Msc. |
| ---- | ---------------------------- | -------------- | ------ | ------------------------------------ | ------------------------------------ | ------------------------------------ | ------------------------------------ | ------------------------------------ | ------------------------------------ | ------------------------------------ | ------------------------------------ | ------------------------------------ | ------------------------------------ | ------------------------------------ | ------------------------------------ | ------------------------------------ | ------------------------------------ | ------------------------------------ | ------------------------------------ | ------------------------------------ | ------------------------------------ | ------------------------------------ | ------------------------------------ | ------------------------------------ | ---- | ---- |
| 2017 |                              |                |        | Niemcy                               | Niemcy                               | Niemcy                               | Niemcy                               | Niemcy                               | Niemcy                               | Austria                              | Austria                              | Austria                              | Niemcy                               | Niemcy                               | Niemcy                               | Niemcy                               | Niemcy                               | Niemcy                               | Niemcy                               | Niemcy                               | Niemcy                               | Niemcy                               | Niemcy                               | Niemcy                               | 0    | 26   |
| 2017 | ADAC Berlin-Brandenburg e.V. | Tatuus F4-T014 | Abarth | NU                                   | 20                                   | 21                                   | 18                                   | 14                                   | 15                                   | NU                                   | NU                                   | NU                                   | 26                                   | 21                                   | NU                                   | 25                                   | 27                                   | 20                                   | 18                                   | NU                                   | 17                                   | 18                                   | 16                                   | 14                                   | 0    | 26   |
| 2018 |                              |                |        | Niemcy                               | Niemcy                               | Niemcy                               | Niemcy                               | Niemcy                               | Niemcy                               | Niemcy                               | Niemcy                               | Niemcy                               | Austria                              | Austria                              | Austria                              | Niemcy                               | Niemcy                               | Niemcy                               | Niemcy                               | Niemcy                               | Niemcy                               | Niemcy                               | Niemcy                               | Niemcy                               | 4    | 21   |
| 2018 | US Racing – CHRS             | Tatuus F4-T014 | Abarth | 11                                   | 14                                   | 12                                   | 10                                   | 10                                   | 13                                   | NU                                   | 16                                   | 16                                   | 15                                   | 12                                   | 12                                   | 13                                   | 20                                   | 11                                   | 14                                   | 13                                   | 11                                   | 11                                   | 12                                   |                                      | 4    | 21   |

### Włoska Formuła 4
| Rok  | Zespół          | Samochód       | Silnik | Wyniki w poszczególnych eliminacjach | Wyniki w poszczególnych eliminacjach | Wyniki w poszczególnych eliminacjach | Wyniki w poszczególnych eliminacjach | Wyniki w poszczególnych eliminacjach | Wyniki w poszczególnych eliminacjach | Wyniki w poszczególnych eliminacjach | Wyniki w poszczególnych eliminacjach | Wyniki w poszczególnych eliminacjach | Wyniki w poszczególnych eliminacjach | Wyniki w poszczególnych eliminacjach | Wyniki w poszczególnych eliminacjach | Wyniki w poszczególnych eliminacjach | Wyniki w poszczególnych eliminacjach | Wyniki w poszczególnych eliminacjach | Wyniki w poszczególnych eliminacjach | Wyniki w poszczególnych eliminacjach | Wyniki w poszczególnych eliminacjach | Wyniki w poszczególnych eliminacjach | Wyniki w poszczególnych eliminacjach | Wyniki w poszczególnych eliminacjach | Pkt. | Msc. |
| ---- | --------------- | -------------- | ------ | ------------------------------------ | ------------------------------------ | ------------------------------------ | ------------------------------------ | ------------------------------------ | ------------------------------------ | ------------------------------------ | ------------------------------------ | ------------------------------------ | ------------------------------------ | ------------------------------------ | ------------------------------------ | ------------------------------------ | ------------------------------------ | ------------------------------------ | ------------------------------------ | ------------------------------------ | ------------------------------------ | ------------------------------------ | ------------------------------------ | ------------------------------------ | ---- | ---- |
| 2017 |                 |                |        | Włochy                               | Włochy                               | Włochy                               | Włochy                               | Włochy                               | Włochy                               | Włochy                               | Włochy                               | Włochy                               | Włochy                               | Włochy                               | Włochy                               | Włochy                               | Włochy                               | Włochy                               | Włochy                               | Włochy                               | Włochy                               | Włochy                               | Włochy                               | Włochy                               | 0    | 21   |
| 2017 | Cram Motorsport | Tatuus F4-T014 | Abarth | -                                    | -                                    | -                                    | -                                    | -                                    | -                                    | 19                                   | 24                                   | 21                                   | 19                                   | 17                                   | 14                                   | 14                                   | 17                                   | 15                                   | 18                                   | 11                                   | 16                                   | 14                                   | 12                                   | NU                                   | 0    | 21   |

### Emiracka Formuła 4
| Rok       | Zespół                | Samochód       | Silnik | Wyniki w poszczególnych eliminacjach | Wyniki w poszczególnych eliminacjach | Wyniki w poszczególnych eliminacjach | Wyniki w poszczególnych eliminacjach | Wyniki w poszczególnych eliminacjach | Wyniki w poszczególnych eliminacjach | Wyniki w poszczególnych eliminacjach | Wyniki w poszczególnych eliminacjach | Wyniki w poszczególnych eliminacjach | Wyniki w poszczególnych eliminacjach | Wyniki w poszczególnych eliminacjach | Wyniki w poszczególnych eliminacjach | Wyniki w poszczególnych eliminacjach | Wyniki w poszczególnych eliminacjach | Wyniki w poszczególnych eliminacjach | Wyniki w poszczególnych eliminacjach | Wyniki w poszczególnych eliminacjach | Wyniki w poszczególnych eliminacjach | Wyniki w poszczególnych eliminacjach | Wyniki w poszczególnych eliminacjach | Wyniki w poszczególnych eliminacjach | Wyniki w poszczególnych eliminacjach | Wyniki w poszczególnych eliminacjach | Pkt. | Msc. |
| --------- | --------------------- | -------------- | ------ | ------------------------------------ | ------------------------------------ | ------------------------------------ | ------------------------------------ | ------------------------------------ | ------------------------------------ | ------------------------------------ | ------------------------------------ | ------------------------------------ | ------------------------------------ | ------------------------------------ | ------------------------------------ | ------------------------------------ | ------------------------------------ | ------------------------------------ | ------------------------------------ | ------------------------------------ | ------------------------------------ | ------------------------------------ | ------------------------------------ | ------------------------------------ | ------------------------------------ | ------------------------------------ | ---- | ---- |
| 2017/2018 |                       |                |        | Zjednoczone Emiraty Arabskie         | Zjednoczone Emiraty Arabskie         | Zjednoczone Emiraty Arabskie         | Zjednoczone Emiraty Arabskie         | Zjednoczone Emiraty Arabskie         | Zjednoczone Emiraty Arabskie         | Zjednoczone Emiraty Arabskie         | Zjednoczone Emiraty Arabskie         | Zjednoczone Emiraty Arabskie         | Zjednoczone Emiraty Arabskie         | Zjednoczone Emiraty Arabskie         | Zjednoczone Emiraty Arabskie         | Zjednoczone Emiraty Arabskie         | Zjednoczone Emiraty Arabskie         | Zjednoczone Emiraty Arabskie         | Zjednoczone Emiraty Arabskie         | Zjednoczone Emiraty Arabskie         | Zjednoczone Emiraty Arabskie         | Zjednoczone Emiraty Arabskie         | Zjednoczone Emiraty Arabskie         | Zjednoczone Emiraty Arabskie         | Zjednoczone Emiraty Arabskie         | Zjednoczone Emiraty Arabskie         | 262  | 3    |
| 2017/2018 | Charouz Racing System | Tatuus F4-T014 | Abarth | 2                                    | 5                                    | 5                                    | 1                                    | 5                                    | 4                                    | 3                                    | 5                                    | 4                                    | 3                                    | 2                                    | 5                                    | 8                                    | 7                                    | 9                                    | 5                                    | 6                                    | 5                                    | NW                                   | 3                                    | 2                                    | 5                                    | 4                                    | 262  | 3    |